# Ochlenberg
Ochlenberg là một đô thị thuộc huyện Oberaargau, bang Bern, Thụy Sĩ. Đô thị này có diện tích 12,12 km², dân số thời điểm tháng 12 năm 2020 là 563 người.

## Lịch sử
Ochlenberg được đề cập lần đầu tiên vào năm 1612 với tên Ochliberg.

## Địa lí
Ochlenberg có diện tích là 12,12 km2. Trong đó, 7,61 km2  hay 62,7% diện tích đất được sử dụng cho mục đích nông nghiệp, trong khi 3,93 km2 (32,4% diện tích đất) là rừng. Trong phần còn lại của đô thị, 0,52 km2 (4,3% diện tích đất) là khu định cư, sông hồ.
Trong phần diện tích xây dựng, nhà ở và cao ốc chiếm 2,5% và cơ sở hạ tầng giao thông chiếm 1,7%. Ngoài đất có rừng, 31,3% tổng diện tích đất có rừng rậm và 1,1% là vườn cây ăn quả hoặc các cụm cây nhỏ. Trong số đất nông nghiệp, 31,2% được sử dụng để trồng hoa màu và 29,2% là đồng cỏ, trong khi 2,4% được sử dụng cho vườn cây ăn trái hoặc cây nho. Hầu hết nước trong đô thị được lấy từ sông và suối.